# Boris Milev
Pour les articles homonymes, voir Milev.
Boris Milev, né le 29 juin 1903 à Sofia en Bulgarie et mort le 28 avril 1983 dans la même ville, est un militant communiste et résistant bulgare, ayant exercé diverses activités dans le théâtre, le journalisme, le cinéma, la lutte contre l'occupation nazie en France. Il a notamment été responsable politique des FTP-MOI de la région parisienne.

## Biographie

### Premières années
Boris Milev est né à Sofia dans une famille pauvre de cinq enfants et a été élevé par sa mère et sa grand-mère. Jeune, il milite dans les milieux de gauche. Reçu premier au concours du Théâtre National en 1922, il commence à faire du théâtre,. Arrêté, puis libéré, il devient instituteur dans le village de Kapatovo, région de Petrich, au sud de la Bulgarie. Il entre au Parti communiste bulgare en 1925. Pour échapper aux représailles, il émigre à Paris en 1925. Il travaille comme ouvrier et tresseur de sandales, puis devient l’assistant de Charles Dullin au théâtre de l’Atelier. Rattrapé par les conséquences d’une ancienne grève, il est expulsé vers la Belgique en 1928. Il milite au Parti communiste de Belgique et fait un séjour à la prison de Saint-Gilles. Expulsé, il revient en France en 1929 où il reprend son travail de tresseur de sandales. En 1931, il retourne en Bulgarie où il continue ses activités politiques et littéraires (journaux Écho, RLF, magazines Enclume, Théâtre et autres). En 1932, il devient permanent du Parti communiste bulgare,. Blessé lors de son arrestation en 1935, il est jugé et quelques mois plus tard, il s’évade de la prison centrale de Sofia. Clandestin, il réussit à retourner en France en 1936. En 1937, il est envoyé en mission en Pologne sous la direction du futur général Ivan Vinarov, qui travaille pour les services secrets à l’étranger de l’Union soviétique. Il quitte précipitamment la Pologne pour la France pour éviter d'être découvert.

### Début de la guerre
Fin 1939, comme étranger « indésirable », il est interné à Fresnes, puis au camp du Vernet, puis au camp des Milles d’où il s’évade. Arrêté peu après par les Allemands, il est incarcéré dans la prison de Chalon-sur-Saône, d'où il est relâché car en 1941 la Bulgarie est alliée au Reich. Boris Milev retourne à Paris, et rejoint une coopérative de fabrication de sandales avec quelques compatriotes. C’est une bonne couverture pour s'engager dans la lutte contre l’occupant nazi à partir de juillet 1942. L’équipe bulgare à Paris est constituée par Vladimir Chterbanov, Nikolaï Radoulov, Georgi Radoulov, Dimitar Gentchev – Bateto, Nikolaï Zadgorski et Nicolas Marinov,. Le groupe fait partie des Francs-tireurs et partisans - main-d'œuvre immigrée (FTP-MOI) et reçoit ses ordres du responsable militaire Boris Holban (Roger).

### Responsable politique des FTP-MOI
En janvier 1943, Jacques Kaminski (Hervé) transmet à Boris Milev la décision du comité central du PCF de faire de lui un permanent et d’entrer dans le triangle de direction des FTP-MOI de la région parisienne comme responsable politique,,,. Ses supérieurs seront Henri Rol-Tanguy (Yves) et Robert Ballanger (Lapierre). La période qui suit est riche en actions contre l’occupant nazi. Le travail consiste, entre autres, à coordonner les détachements, leurs actions, à recruter des nouveaux combattants, à les convaincre du bien-fondé de la lutte armée, parfois à les tester et à renforcer leur esprit de combat. Un des recrutements est celui de Missak Manouchian (Georges), qui sera au cœur de l’Affiche rouge. Comprenant qu’il est suivi par des agents de la police, Boris Milev est envoyé au mois de mai 1943 dans le Nord et l'Est de la France. En novembre 1943, Louis Grojnowski (Brunot), lui annonce que le comité central du PCF le nomme responsable politique des FTP-MOI. En liaison avec les FTP sur place, il aide des prisonniers soviétiques à s'évader et les fait entrer dans le maquis,.
Boris Milev prend part au soulèvement de Paris en août 1944. Le 21 août, avec quelques compatriotes, ils prennent le contrôle de la légation de Bulgarie.

### Après la guerre
Dès la fin de la guerre, Boris Milev, avec un groupe d’une dizaine de compatriotes, rentre en Bulgarie après un long périple,. En 1945, il devient rédacteur en chef de l’hebdomadaire Знаме на труда (Drapeau du travail). Il fonde avec Nicolas Aleksiev le quotidien Труд (Travail) le 15 septembre 1946. Victime des procès staliniens, il fera 6 mois de prison en 1951 et sera ensuite réhabilité. Il est ensuite directeur du Studio des films documentaires (Студията за хроникални и документални филми) de 1950 à 1958, puis représentant de la Bulgarie à l’UNESCO de 1958 à 1963,, et ambassadeur en Guinée et Sierra Leone en 1968-1971. Il décède à Sofia en 1983.

## Ouvrages (sélection)
- Boris Milev (Борис Милев), Синдикалното движение във Франция (Le mouvement syndical en France), ОРПС (ORPS), 1946, 40 p.
- Boris Milev-Ogin (Борис Милев-Огин), Страници, спомени (Pages, souvenirs), Държавно Военно издателство (Maison d'édition militaire d'État), 1973, 432 p.
- Boris Milev-Ogin et Mihail Berberov (Борис Милев-Огин и Михаил Берберов), Атон, легенда жива (Anton, Légende vivante), Издателство Отечество (Maison d'édition de la patrie), 1981, 116 p.
- Boris Milev-Ogin (Борис Милев-Огин), Страници (Pages), Партиздат (Édition du Parti), 1982, 487 p. Lire en accès libre en français Musée de la Résistance en ligne
- Boris Milev-Ogin (Борис Милев-Огин), Париж гладува, Париж студова, но вече не чувства срам, Парижкото въстание, aвгуст 1944 (Paris a faim, Paris a froid, mais n'a plus honte, Le soulèvement de Paris, août 1944), Отечествен Фронт (Front de la patrie), 1984, 185 p.

## Films documentaires (sélection)
- Un exemple inspirant, 1950
- L'apôtre de la liberté, 1955[39]
- La chanson d'Arda, avec Aleksandar Roupchin, 1957
- Notre capitale, avec Aleksandar Roupchin, 1958[40]
- Les groupes de combat, avec Aleksandar Roupchin, 1974

## Décorations (sélection)
- Titre "Héros du travail socialiste" (1971), Bulgarie
- Croix du combattant (No 759514 - 1974), France
- Croix du Mérite RP (1ère République), Pologne